# Guillermo Díaz Ayala
Guillermo Díaz Ayala (Temuco, Chile, 16 de mayo de 1994) es un futbolista chileno. Se desempeña jugando como defensa y actualmente se encuentra sin equipo.

## Trayectoria
Fue formado en las divisiones inferiores de Deportes Temuco y Unión Temuco.

### Unión Temuco
Debuta profesionalmente el año 2013, con el técnico Luis Landeros a cargo del equipo. Díaz jugó en una ocasión en el primer equipo de Unión Temuco, frente a Barnechea, donde estuvo los 90 minutos en cancha, después de la fusión del cuadro de Marcelo Salas con Deportes Temuco, su pase es adquirido por Universidad de Chile.

### Universidad de Chile
Llega a Universidad de Chile el año 2013 como apuesta de la dirigencia por un jugador con proyección, debiendo jugar en primera instancia en las juveniles del club. Al poco tiempo de su llegada al equipo azul, sufre una grave lesión, que lo deja sin poder jugar durante cuatro meses. Debuta en el primer equipo el 15 de marzo de 2014 frente a Deportes Iquique, jugando durante todo el encuentro.

### Deportes Temuco
Posteriormente y al no tener continuidad en el equipo azul, fue cedido a su club formativo, Deportes Temuco para el Torneo de Primera B 2014-15 por el periodo de un año, donde disputó 10 partidos.

### San Luis de Quillota
En el año 2015 retornó a Universidad de Chile, pero nuevamente es cedido, esta vez a San Luis de Quillota, recién ascendido a la Primera División, también por el periodo de un año, acá no tuvo muchas oportunidades, ya que jugó en 10 ocasiones.
Para el año 2016 volvió al club dueño de su pase, Universidad de Chile, jugando algunos partidos amistosos en el club, sin embargo fue cedido nuevamente, esta vez a Rangers de Talca, que juega en la Primera B.

## Clubes
| Club                  | País  | Año       |
| --------------------- | ----- | --------- |
| Unión Temuco          | Chile | 2013      |
| Universidad de Chile  | Chile | 2013-2014 |
| Deportes Temuco       | Chile | 2014-2015 |
| San Luis              | Chile | 2015-2016 |
| Rangers               | Chile | 2016-2017 |
| Deportes Temuco       | Chile | 2018-2019 |
| Deportes Valdivia     | Chile | 2020-2021 |
| Deportes Puerto Montt | Chile | 2021      |